# Rotfußdrossel
Die Rotfußdrossel (Turdus plumbeus) ist eine Vogelart aus der Gattung der Echten Drosseln (Turdus) in der Familie der Drosseln (Turdidae). Sie kommt in der Karibik vor.

## Merkmale
Die Körperlänge beträgt 25 bis 28 cm. Die Oberseite ist schiefergrau. Kehle und Kinn sind weiß. Der Schwanz ist schwarz mit weißer Spitze. Die Unterseite ist gräulich, der Bauch ist heller. Die Geschlechter ähneln sich. Bei den juvenilen Vögeln fehlt der kräftige Streifen an der Kehle, der Schnabel ist hellgelblich. Bei der Unterart Turdus plumbeus ardosiaceus sind Kinn und Kehle schwarz-weiß gestrichelt. Sie hat einen korallenroten Schnabel und orangefarbene bis gelbliche Beine; die Unterart Turdus plumbeus albiventris ist ähnlich gefärbt, hat jedoch kürzere Flügel, längere Beine und einen weißeren Bauch. Der Schnabel, die Augen und Beine sind orange.

## Systematik
Die Rotfußdrossel wurde zusammen mit der ausgestorbenen Rotaugendrossel (Turdus ravidus) lange Zeit in die Gattung Mimocichla gestellt, da sie sich von den typischen Turdus-Arten durch eine Reihe von Merkmalen unterscheidet, darunter die Färbung des Gefieders, ein abgestufter bis abgerundeter Schwanz mit stark ausgeprägten weißen Schwanzecken und verschiedene Maßverhältnisse wie das Verhältnis zwischen Tarsus und Flügel. Spätere Autoren haben diese Arten in die Gattung Turdus eingegliedert, was durch molekulare Studien bestätigt wurde. Sie zeigen, dass die ehemaligen Mimocichla-Arten in eine Klade eingebettet sind, die auch typische Vertreter von Turdus umfasst, obwohl die genauen Beziehungen innerhalb der breiteren Gattung nicht hinreichend geklärt sind.
In den Systematiken des Handbook of the Birds of the World und von BirdLife International werden Turdus rubripes (Kuba-Rotfußdrossel) und Turdus ardosiaceus (Hispaniola-Rotfußdrossel) als eigenständige Arten betrachtet, dies wird jedoch von der Checkliste des International Ornithological Committee nicht anerkannt, das im Gegensatz zur Datenbank Birds of the World lediglich sechs Unterarten listet.

## Unterarten und ihre Verbreitung

Verbreitungsgebiet der Rotfußdrossel

Bisher sind sieben Unterarten bekannt:
- Turdus plumbeus plumbeus Linnaeus, 1758[6] kommt in den nördlichen Bahamas (Grand Bahama, Abaco, Andros, New Providence, Eleuthera und Cat Island) vor.
- Turdus plumbeus schistaceus (Baird, SF, 1864)[7] – ist im Osten Kubas verbreitet.
- Turdus plumbeus rubripes Temminck, 1826[8] kommt im westlichen und zentralen Festland von Kuba (östlich bis westlich von Holguín) und auf der Île des Pins sowie zahlreichen vorgelagerten Cays vor.
- Turdus plumbeus coryi (Sharpe, 1902)[9] ist auf Cayman Brac in den Cayman Islands endemisch.
- Turdus plumbeus ardosiaceus Vieillot, 1822[10] kommt auf den östlichen Großen Antillen, auf Hispaniola (einschließlich der Île de la Tortue und der Île de la Gonâve) und Puerto Rico vor
- Turdus plumbeus albiventris (Sclater, PL, 1889)[11] ist auf Dominica verbreitet.
- Turdus plumbeus perditus Kirwan & Collar, 2023[5][A 1] (ursprünglich als Mimocichla rubripes eremita Ridgway, 1905 erstbeschrieben und später mit Turdus plumbeus rubripes synonymisiert), nur von den sieben Typusexemplaren bekannt, die auf den Islas del Cisne gesammelt wurden.

## Lautäußerungen
Der Gesang ist eine lange, melodiöse, monotone Folge von ein- bis dreisilbigen Phrasen, die sich wie „chirruit, chirruit“ oder „pert-squeer“ anhören. Es gibt regelmäßige scharfe „pit“-Töne zwischen den Phrasen. Die Rotfußdrossel imitiert andere Vögel. Ihr Gesang ähnelt dem der Perlaugen-Spottdrossel (Margarops fuscatus); er ist allerdings musikalischer und mit kürzeren Pausen zwischen den Phrasen. Die Rufe umfassen ein raues „tsurrip, tsurrip tsurrip“, ein tiefes „weecha“ und ein schnelles, hohes „chu-week, chu-week, chu-week“.

## Lebensraum
Die Rotfußdrossel kommt in verschiedenen Arten von Wäldern in unterschiedlichen Höhenlagen bis circa 1975 m vor, darunter in Laubwäldern, Kiefernwäldern, Sträuchern, Kakteen, dichtem Unterholz, Haine in kultiviertem Gelände, Waldgärten, städtischen Parkanlagen sowie schattigen Kaffeeplantagen.

## Nahrungsverhalten
Die Nahrung der Rotfußdrossel umfasst wirbellose Tiere, kleine Wirbeltiere und Früchte. Zu den Arthropoden gehören Schaben (z. B. Epilampra saublosa), Schnecken, Tausendfüßler, Erdraupen, Spinnen, Ameisen, Wespen, Heuschrecken, Grillen, Wanzen, Ohrwürmer, Maulwurfsgrillen, Raupen und Käfer (in einem Fall Lachnosterna hogradi). Bei den Wirbeltieren handelt es sich um kleine Schlangen, Frösche und Eidechsen; auch Vogeleier gehören zum Nahrungsangebot. Zu den Früchten gehören die der Königspalmenart Roystonea borinquena, der Chinesischen Schirmpalme Livistona chinensis, der wilden Feige (Ficus), des Lorbeergewächses Phoebe elongata sowie der Kordien-Art Cordia sulcata, Steinfrüchte der Gattung Vitex und die kleine rote Paprika Capsicum frutescens; auch Beeren und Samen werden gefressen. Die Rotfußdrossel sucht hauptsächlich ihre Nahrung am Boden unter der Laubstreu und kommt in der Dämmerung auf schattige Straßen. Sie ernährt sich von Früchten in Bäumen, manchmal durch das Aufpicken im Schwirrflug, aber auch von herabgefallenen Beeren am Boden.

## Fortpflanzungsverhalten
Die Brutzeit ist zwischen Januar und September mit einem Höhepunkt zwischen Mai und August. Das Gelege besteht aus zwei bis vier Eiern, die hell grünlich-weiß bis grünlich-blau mit starken rötlich-braunen Sprenkeln sind. Die Inkubation und Nestlingszeit sind nicht hinreichend studiert.

## Status
Die Rotfußdrossel wird in der Roten Liste gefährdeter Arten der IUCN als „nicht gefährdet“ (Least Concern) klassifiziert. Die 2023 anerkannte Unterart Turdus plumbeus perditus von den Islas del Cisne bei Honduras ist nur von den Typusexemplaren aus dem Jahr 1887 bekannt und gilt als wahrscheinlich ausgestorben.